# فرودگاه کیتا
 فرودگاه کیتا (به انگلیسی: Kita Airport) یک فرودگاه همگانی است . این فرودگاه در شهر کیتا، مالی کشور مالی قرار دارد و در ارتفاع ۳۴۲ متری از سطح دریا واقع شده است.